# Cylindropuntia cholla

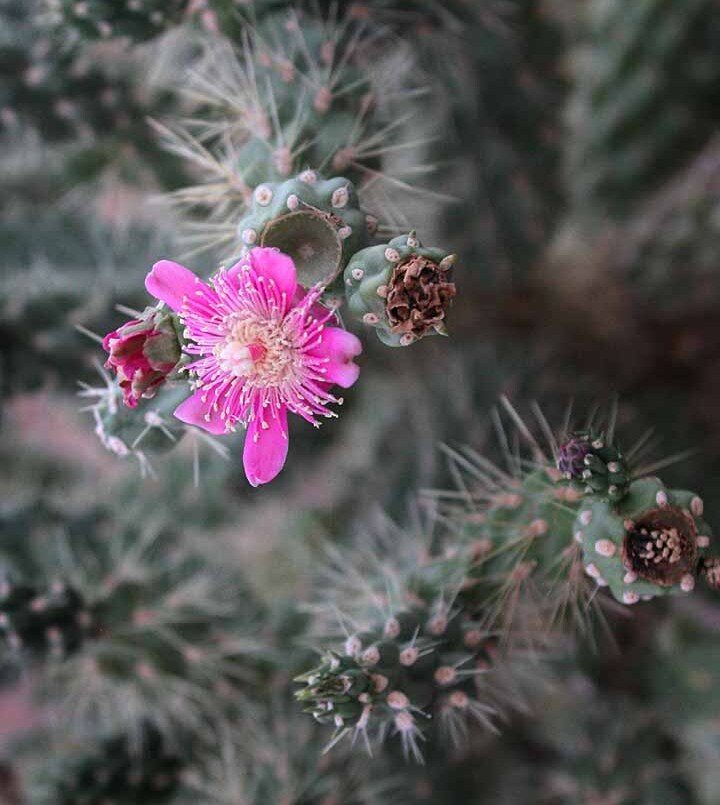
Blüte

Cylindropuntia cholla ist eine Pflanzenart aus der Gattung Cylindropuntia in der Familie der Kakteengewächse (Cactaceae). Das Artepitheton cholla verweist auf den in Mexiko weit verbreiteten Trivialnamen „Cholla“.

## Beschreibung
Cylindropuntia cholla wächst strauchig oder baumförmig, ist niedrig und ausladend bis aufrecht und erreicht Wuchshöhen von 0,5 bis 3 Meter. Es wird ein abgesetzter Stamm ausgebildet. Auf den leicht abfallenden blaugrünen, häufig glauken, 6 bis 11 Zentimeter langen und 3 bis 5,5 Zentimeter im Durchmesser messenden Triebabschnitten befinden sich deutlich erkennbare breite ovale Höcker. Die cremefarbenen Areolen vergrauen im Alter und tragen 1,5 bis 4 Millimeter lange dunkle, unauffällige Glochiden. Die fünf bis 16 Dornen sind an fast allen Areolen vorhanden. Sie sind mehr oder weniger orangebraun, besitzen eine gelbe Spitze und sind 2 bis 4,4 Zentimeter lang. Es werden drei bis sieben Hauptdornen sowie drei bis elf sekundäre Dornen ausgebildet. Die lose sitzenden Scheiden der Dornen sind grau.
Die Blüten sind hell- bis dunkelrosafarben. Die grünen, kugelförmigen Früchte sind fleischig und nicht bedornt. Sie sind 1,7 bis 4 Zentimeter lang und weisen Durchmesser von 1,5 bis 3,5 Zentimeter auf. Die Früchte proliferieren häufig und bilden aus zwei bis fünf Früchten bestehende Ketten.

## Verbreitung, Systematik und Gefährdung
Cylindropuntia cholla ist in den mexikanischen Bundesstaaten Baja California und Baja California Sur weit verbreitet.
Die Erstbeschreibung als Opuntia cholla von Frédéric Albert Constantin Weber wurde 1895 veröffentlicht. Frederik Marcus Knuth stellte die Art 1936 in die Gattung Cylindropuntia. Ein weiteres nomenklatorisches Synonym ist Grusonia cholla (F.A.C.Weber) G.D.Rowley (2006).
In der Roten Liste gefährdeter Arten der IUCN wird die Art als „Least Concern (LC)“, d. h. als nicht gefährdet geführt. Die Entwicklung der Populationen wird als stabil angesehen.

## Nachweise